# جاك نيل
جاك نيل (بالإنجليزية: Jack Neale)‏ (1925 بإنجلترا في المملكة المتحدة - ) هو لاعب كرة قدم بريطاني في مركز الدفاع، شارك في الألعاب الأولمبية الصيفية 1948. وشارك مع منتخب المملكة المتحدة الوطني لكرة القدم. أما مع النوادي، فقد لعب مع والتون وهرشام ‏.

## وصلات خارجية
- جاك نيل على موقع الاتحاد الدولي (مؤرشف)  (الإنجليزية)
- جاك نيل على موقع أوليمبيديا (الإنجليزية)
- جاك نيل على موقع اللجنة الأولمبية البريطانية (الإنجليزية)